# كنيسة الروم الكاثوليك (اقرث)
كنيسة الروم الكاثوليك، هي بيت عبادة للطائفة المسيحية الفلسطينية في قرية إقرث االمهجرة عام 1948م الواقعة في شمال الداخل الفلسطيني على الحدود اللبنانية.

## التاريخ
تقع كنيسة الروم الكاثوليك في قرية مهجرة تسمى إقرث أو إقرت الواقعة قضاء عكا في الداخل الفلسطينيّ. ضمّت إلى لواء صفد زمن الانتداب البريطانيّ عام 1923م وقد بنيت إلى جوارها مدرسة ابتدائيّة. بعد تهجير أهل القرية منها عام 1948م أهملت الكنيسة، حيث تغير لونها ولم تعد مأهولة، وذلك بعد إعلان المنطقة كمنطقة أمنيّة مغلقة.

## المبنى
الكنيسة عبارة عن بيت عربيّ مبني من الحجارة، ذات سطح مستوٍ يعلوه برج مستطيل للجرس، وللكنيسة باب مستطيل يرتفع فوقه قوس مزخرف، ونقوش في العتبة التي تعلوه، وفي الواجهة الرئيسية تشكيلة من الصلبان كلّ منها في مشكاة، بما في ذلك صليب فوق القوس وصليب لاتينيّ كبير يحيط به صليبان صغيران في الربعين العلويين منه. عام 1945 أضيفت قبّة من باطون وجرسيّة حديثة، ظلّت الكنيسة بعدها مهملة حتى سنوات الخمسين من القرن الماضي.